# Rusia en los Juegos Paralímpicos de Lillehammer 1994
Rusia estuvo representada en los Juegos Paralímpicos de Lillehammer 1994 por un total de 27 deportistas, 19 hombres y ocho mujeres.

## Medallistas
El equipo paralímpico ruso obtuvo las siguientes medallas:
| Nombre                                                                            | Deporte        | Evento                            |
| --------------------------------------------------------------------------------- | -------------- | --------------------------------- |
| Oro                                                                               |                |                                   |
| Aleksandre Nassarouline                                                           | Biatlón        | 7,5 km B3 masculino               |
| Alekséi Moshkine                                                                  | Esquí alpino   | Supergigante LW1/3 masculino      |
| Liubov Paninyj                                                                    | Esquí de fondo | 5 km estilo clásico B1 femenino   |
| Liubov Paninyj                                                                    | Esquí de fondo | 5 km estilo libre B1 femenino     |
| Liubov Paninyj                                                                    | Esquí de fondo | 15 km B1 femenino                 |
| Nadejda Tchirkova                                                                 | Esquí de fondo | 5 km estilo clásico B2 femenino   |
| Nadejda Tchirkova                                                                 | Esquí de fondo | 15 km B2 femenino                 |
| Alevtina Yelessina                                                                | Esquí de fondo | 5 km estilo clásico B3 femenino   |
| Aleksandre Nassarouline                                                           | Esquí de fondo | 10 km B3 masculino                |
| Aleksandre Nassarouline                                                           | Esquí de fondo | 20 km B3 masculino                |
| Plata                                                                             |                |                                   |
| Liubov Paninyj                                                                    | Biatlón        | 7,5 km B1-3 femenino              |
| Nikolái Ilioutchenko                                                              | Biatlón        | 7,5 km B3 masculino               |
| Irina Selivanova                                                                  | Esquí de fondo | 5 km estilo clásico B1 femenino   |
| Irina Selivanova                                                                  | Esquí de fondo | 5 km estilo libre B1 femenino     |
| Irina Selivanova                                                                  | Esquí de fondo | 15 km B1 femenino                 |
| Alevtina Yelessina                                                                | Esquí de fondo | 5 km estilo libre B3 femenino     |
| Alevtina Yelessina                                                                | Esquí de fondo | 15 km B3 femenino                 |
| Valeri Kouptchinski                                                               | Esquí de fondo | 10 km B1 masculino                |
| Valeri Kouptchinski                                                               | Esquí de fondo | 20 km B1 masculino                |
| Aleksandre Nassarouline                                                           | Esquí de fondo | 5 km B3 masculino                 |
| Valeri Cheloudkov                                                                 | Esquí de fondo | 10 km B2 masculino                |
| Nikolái Ilioutchenko                                                              | Esquí de fondo | 20 km B3 masculino                |
| Bronce                                                                            |                |                                   |
| Alekséi Moshkine                                                                  | Esquí alpino   | Eslalon gigante LW1/3 masculino   |
| Nadejda Tchirkova                                                                 | Esquí de fondo | 5 km estilo libre B2 femenino     |
| Alevtina Yelessina Liubov Paninyj Nadejda Tchirkova                               | Esquí de fondo | 3 × 2,5 km clase abierta femenino |
| Nikolái Ilioutchenko                                                              | Esquí de fondo | 5 km B3 masculino                 |
| Nikolái Ilioutchenko                                                              | Esquí de fondo | 10 km B3 masculino                |
| Serguéi Seleznev                                                                  | Esquí de fondo | 10 km B1 masculino                |
| Valeri Cheloudkov                                                                 | Esquí de fondo | 20 km B2 masculino                |
| Nikolái Ilioutchenko Valeri Kouptchinski Aleksandre Nassarouline Serguéi Seleznev | Esquí de fondo | 4 × 5 km de pie/ceguera masculino |